# كاذب وجاسوس
كاذب وجاسوس هي رواية للأطفال كتبتها ريبيكا ستيد نُشرت في عام 2012 تدور أحداثها في بروكلين وتصف مغامرات جورج وسيفر، وهما طالبان في المدرسة الإعدادية يعملان على كشف جاسوس مشتبه به في المبنى الذي عيشون به. في الوقت نفسه، يعاني جورج من بعض التنمر حيث يبدو أن البالغين في حياته يقللون منه. كانت ستيد أول مؤلفة أمريكية تفوز بجائزة الغارديان لخيال الأطفال عن روايتها كاذب وجاسوس في عام 2013.

## ملخص الحبكة
في اليوم الذي انتقل فيه جورج (مع حرف سين صامت، سُمي على اسم جورج سورات) من منزل هو وعائلته إلى شقة رأى صبيًا يُمشي كلبين، ويختفي في باب مغلق تحت درج الردهة.انتقلت عائلة جورج لأن والده وهو مهندس معماري فُصل من وظيفته، مما يمنحه فرصة لبدء مشروعه الخاص. أثناء قيامهم بتفريغ الأمتعة والتخلص من المواد الإضافية في الطابق السفلي، يرى جورج لافتة مكتوبة بخط اليد تعلن "اجتماع نادي التجسس - اليوم!" وعندما يعود إلى الطابق السفلي لاحقًا لحضور الاجتماع، يلتقي أولاً بكاندي ثم شقيقها الأكبر سيفر وهو الصبي الغامض البالغ من العمر اثني عشر عامًا والذي كان يمشي مع الكلاب في وقت سابق. يشتبه سفير في أن أحد سكان المبنى الذي يسكنونه، والذي أطلق عليه سفير لقب السيد X، "يكاد يكون من المؤكد أنه يخطط لشيء شرير" لأنه يرتدي ملابس سوداء فقط ويقوم دائمًا بنقل الحقائب داخل وخارج المبنى السكني. توضح الرواية تفاصيل جهود سفير لكشف قناع السيد X الغامض بينما يواصل جورج صراعه مع التنمر.

## الإنشاء
إن التنمر الذي يواجهه جورج يشبه تجربة ستيد عندما بدأت المدرسة الإعدادية. "أشعر أن هناك مراحل في طفولة الكثير من الناس عندما لا يكون لديك صديق جيد مثل [الذي كان عندي]. يمكن أن يحدث ذلك كثيرًا في الصف السادس والسابع لأن ذلك هو الوقت الذي تتغير فيه الأمور بسرعة كبيرة. إنه مثل اندفاع يائس نحو نوع ما من الهوية المقبولة، ويمكن أن يصبح الأمر قبيحًا."  الرواية مهداة لصديق ستيد المقرب من المدرسة الإعدادية.
التجربة العلمية داخل الفصل الموصوفة في الرواية هي ما يسمى بتجربة " المتذوق الفائق"، والتي تحدد حساسية الموضوع المرتبطة وراثيًا بالفينيل ثيوكارباميد (PTC). تتذكر ستيد أنها لم تكن حساسة للذوق، وبما أن الطالب الآخر الوحيد في فصلها الذي لم يكن حساسًا كان أيضًا صبيًا كانت معجبة به، فقد استخدمت الأسطورة التي تقول إن الاختبار يحدد رفقاء الروح في رواية كاذب وجاسوس.
يضع إل جورج في تدريب مهني للتجسس مستوحى من مؤامرة جينيفر وهيكات وماكبث وويليام ماكينلي وأنا إليزابيث بواسطة إل كونيجسبيرج.

### تاريخ النشر
- — (7 أغسطس 2012). Liar & Spy (ط. 1st, hc). Wendy Lamb Books. ISBN:978-0-385-73743-2. اطلع عليه بتاريخ 2018-06-10.
- — (7 أغسطس 2012). Liar & Spy (ط. 1st, library). Wendy Lamb Books. ISBN:978-0-385-90665-4. اطلع عليه بتاريخ 2018-06-10.
- — (7 أغسطس 2012). Liar & Spy (ط. ebook). Wendy Lamb Books. ISBN:978-0-375-89953-9. اطلع عليه بتاريخ 2018-06-10.
- — (6 أغسطس 2013). Liar & Spy (ط. 1st pbk). Wendy Lamb Books. ISBN:978-0-375-85087-5. اطلع عليه بتاريخ 2018-06-10.

## الاستقبال
كتبت لوسيندا روزنفيلد مراجعة لصحيفة نيويورك تايمز "تتمتع ستيد بفهم جيد للانشغالات الأساسية والخيالية لطلاب الصف السابع." 

### الجوائز
فازت ريبيكا ستيد بجائزة الغارديان لرواية الأطفال لعام 2013،  وهي أول مؤلفة أمريكية تفعل ذلك،  كما أدرجت روابة كذاب وجاسوس في القائمة المختصرة لجائزة كارنيجي في عام 2014. صنفت سكول لايبراري جورنال الرواية كأحد أفضل الكتب لعام 2012.

## الروابط الخارجية
- Rebecca Stead (17 أغسطس 2012). "Rebecca Stead's Post-Newbery Stunner 'Liar & Spy'". Kirkus Reviews (Interview). مقابلة مع Andi Diehn. مؤرشف من الأصل في 2018-06-13. اطلع عليه بتاريخ 2018-06-11.
- Rebecca Stead (22 أغسطس 2012). "Newbery winner Rebecca Stead's Liar & Spy explores family and friendship". Wired (Interview). مقابلة مع Kath Ceceri. مؤرشف من الأصل في 2022-07-02. اطلع عليه بتاريخ 2018-06-12.
- Rebecca Stead (23 أكتوبر 2013). "Quickfire interview: Rebecca Stead". The Guardian (Interview). مؤرشف من الأصل في 2023-04-10. اطلع عليه بتاريخ 2018-06-12.

### التعليقات
- "Liar & Spy (starred review)". Kirkus Reviews. 16 مايو 2012. مؤرشف من الأصل في 2024-03-17. اطلع عليه بتاريخ 2018-06-11.
- "Liar & Spy (starred review)". Booklist. 1 يونيو 2012. مؤرشف من الأصل في 2017-03-21. اطلع عليه بتاريخ 2018-06-11.(الاشتراك مطلوب)
- "Liar & Spy (starred review)". Publishers Weekly. 11 يونيو 2012. مؤرشف من الأصل في 2023-06-08. اطلع عليه بتاريخ 2018-06-11.
- Scattergood, Augusta (8 أغسطس 2012). "Liar & Spy". The Christian Science Monitor. مؤرشف من الأصل في 2023-11-20. اطلع عليه بتاريخ 2018-06-12.
- Ketchum, Sally D. "Liar and Spy". New York Journal of Books. مؤرشف من الأصل في 2024-03-17. اطلع عليه بتاريخ 2018-06-12.
- Dobrez, Cindy؛ Rutan, Lynn (29 أغسطس 2012). "Liar & Spy by Rebecca Stead". The Booklist Reader. Booklist. مؤرشف من الأصل في 2020-06-03. اطلع عليه بتاريخ 2018-06-12.
- Bird, Elizabeth (30 أغسطس 2012). "Review of the Day: Liar & Spy by Rebecca Stead". A fuse 8 Production [blog]. School Library Journal. مؤرشف من الأصل في 2022-01-26. اطلع عليه بتاريخ 2018-06-11.
- Edinger, Monica (سبتمبر–أكتوبر 2012). "Review of Liar & Spy (starred review)". The Horn Book. مؤرشف من الأصل في 2024-03-17. اطلع عليه بتاريخ 2018-06-11.
- Hunt, Jonathan (17 أكتوبر 2012). "Liar & Spy". Heavy Medal: A Mock Newbery Blog. School Library Journal. مؤرشف من الأصل في 2024-03-17. اطلع عليه بتاريخ 2018-06-11.
- Ardagh, Philip (9 نوفمبر 2012). "Liar & Spy by Rebecca Stead - review". The Guardian. مؤرشف من الأصل في 2023-04-09. اطلع عليه بتاريخ 2018-06-12.
- Chilton, Martin (11 ديسمبر 2012). "Liar & Spy by Rebecca Stead: review". The Telegraph. مؤرشف من الأصل في 2024-03-17. اطلع عليه بتاريخ 2018-06-12.
- Danielle, Rebecca (16 ديسمبر 2012). "Book Review: Liar & Spy by Rebecca Stead". blogcritics.org. Seattle Post-Intelligencer. مؤرشف من الأصل في 2018-06-12. اطلع عليه بتاريخ 2018-06-12.